# Kärleksmanöver
Kärleksmanöver (franska: Les Grandes Manœuvres) är en fransk dramakomedi från 1955 i regi av René Clair.

## Utmärkelser
Filmen vann Louis Delluc-priset 1955.

## Rollista i urval
- Michèle Morgan - Marie-Louise Rivière
- Gérard Philipe - löjtnant Armand de la Verne
- Jean Desailly - Victor Duverger
- Pierre Dux - överste Olivier
- Jacques Fabbri - Armands kalfaktor
- Jean-Claude Pascal - officeren
- Jacques François - Rodolphe Chartier
- Yves Robert - dragonlöjtnant Félix Leroy
- Brigitte Bardot - Lucie
- Lise Delamare - Juliette Duverger
- Jacqueline Maillan - Jeanne Duverger
- Magali Noël - Thérèse, sångerska
- Simone Valère - Gisèle Monnet
- Catherine Anouilh - Alice Gervais
- Dany Carrel - Rose-Mousse
- Gabrielle Fontan - Mélanie
- Viviane Gosset - överstinnan
- Judith Magre - Ciboulette
- Arlette Thomas - Amélie
- Raymond Cordy - fotografen
- Olivier Hussenot - prefekten
- Jacques Jouanneau - Félixs kalfaktor
- Jacques Morel - M. Monnet
- Pierre Palau - Arthur
- Claude Rich - Claude
- Daniel Sorano - fäktmästaren